# Armadillidium holzi
Armadillidium holzi är en kräftdjursart som beskrevs av Hans Strouhal 1929. Armadillidium holzi ingår i släktet Armadillidium och familjen klotgråsuggor. Inga underarter finns listade i Catalogue of Life.